# Земя (български филм, 1930)
Вижте пояснителната страница за други значения на Земя.
„Земя“ е български игрален филм от 1930 година на режисьора Петър Стойчев, по сценарий на Елин Пелин и Петър Стойчев. Оператори са Хаджи Донков и Христо Константинов.

## Актьорски състав
Роли във филма изпълняват актьорите:
- Паскал Дуков – Еньо
- Нина Стойчева – Цвета
- Весела Манафова – Станка
- Теодорина Стойчева – Ана
- Петър Стойчев – Иван
- Богомил Андреев – Базунека
- Ангел Чавдаров – Циганинът Мартин
- Михаил Славов